# Mbale (district)
Cet article concerne un district ougandais. Pour la ville ougandaise, voir Mbale. Pour la ville kényane, voir Mbale (Kenya).
Le district de Mbale est un district de l'est de l'Ouganda. Sa capitale est Mbale.

## Histoire

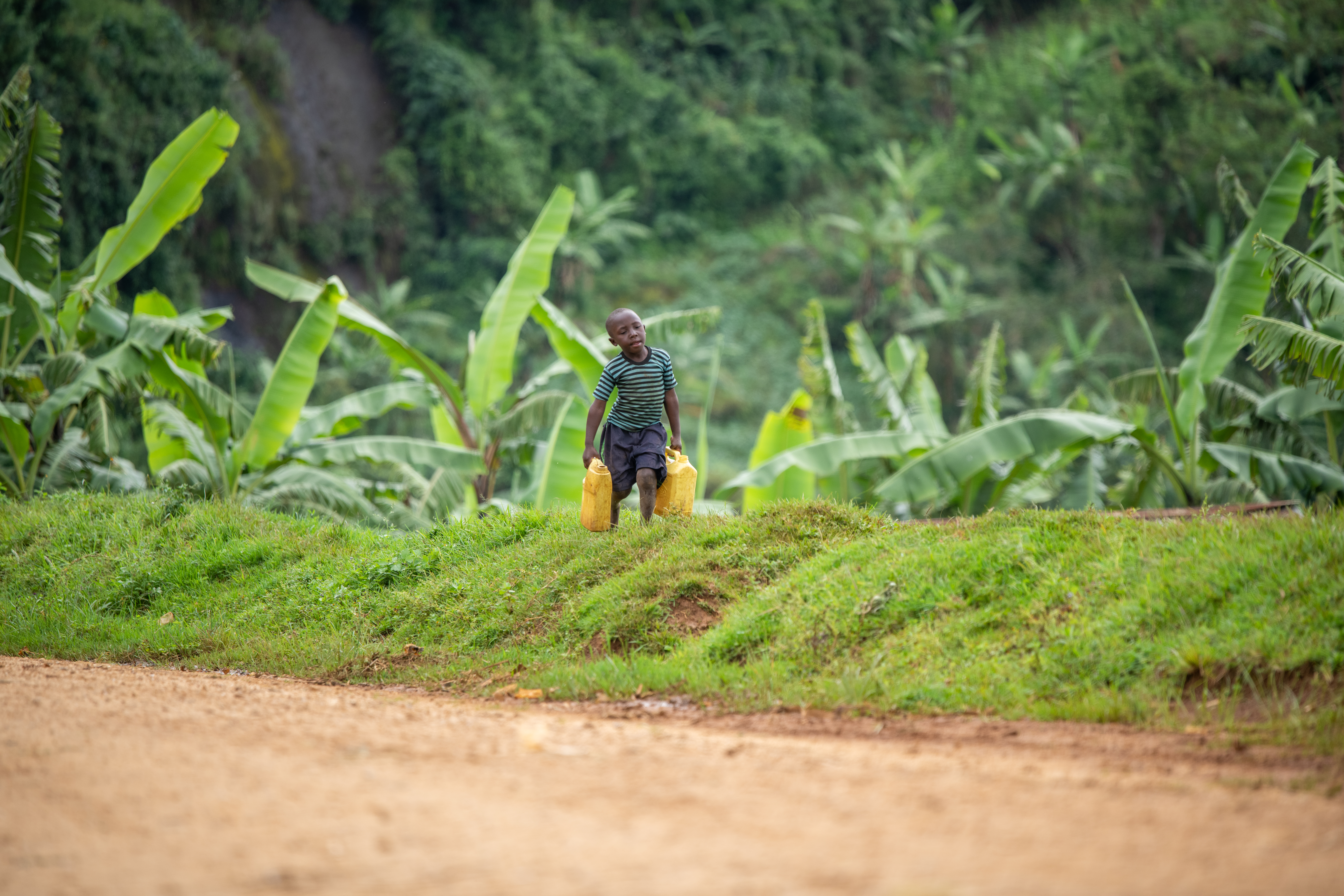
Jeune garçon transportant de l'eau.

La taille de ce district s'est progressivement réduite. Il a été amputé de celui de Sironko en 2000, de celui de Manafwa en 2005 et de celui de Bududa en 2010.

## Éducation
Le district possède 4 universités :
- l'Université islamique d'Ouganda (campus principal à Mbale)
- un campus de l'Université chrétienne d'Ouganda
- la LivingStone International University (en)
- un campus de l'Université des martyrs d'Ouganda (en) (catholique)